# 380 (електровоз)
Електровоз серії 380 оператора České dráhy (ČD, Чехія) — чотиривісний багатосистемний електровоз. Випускалися з 2008 по 2010 рік в Чехії на заводі Škoda. Заводське позначення 109Е0 (прототипи) i 109Е1 (серійне виробництво), перші представники серії Škoda 109E «Еміль Затопек» (чеськ. Emil Zátopek). Всього побудовано 20 екземплярів (прототипи 380 001 i 380 002, а також серійні зразки з номерами від 003 до 020)
Локомотиви обладнані для роботи на трьох видах струму, 3 кВ постійного струму 25 кВ змінного струму частотою 50 Гц і 15 кВ змінного струму частотою 16,7 Гц, живлення від контактної мережі.
Перший електровоз було презентовано на заводі 24 липня 2008 року. У вересні електровоз був представлений на виставці «InnoTrans» в Берліні.
У грудні 2009 року почалася регулярна експлуатація електровозів з пасажирськими поїздами на напрямку Берлін — Прага — Відень.
Схожі локомотиви отримав словацький залізничний оператор Železničná spoločnosť Slovensko (ZSSK). Позначення серії ZSSK 381 (заводське позначення 109Е2). Всього було побудовано два локомотиви, які отримали номери 001 та 002. Остання версія локомотива (заводське позначення 109Е3) призначена для Німеччини. Всього побудовано шість локомотивів (DB серія 102), які отримали номери від 001 до 006.